# شان هینگ اسکوئر
شان هینگ اسکوئر (به انگلیسی: Shun Hing Square) آسمان‌خراش ۶۹ طبقه به ارتفاع ۳۸۴ متر، با کاربری اداری-تجاری است، که در شهر شنژن، جمهوری خلق چین مستقر می‌باشد. پروژه ساخت این ساختمان در سال ۱۹۹۳ آغاز شد و در سال ۱۹۹۶ تکمیل و افتتاح گردید.

## نگارخانه

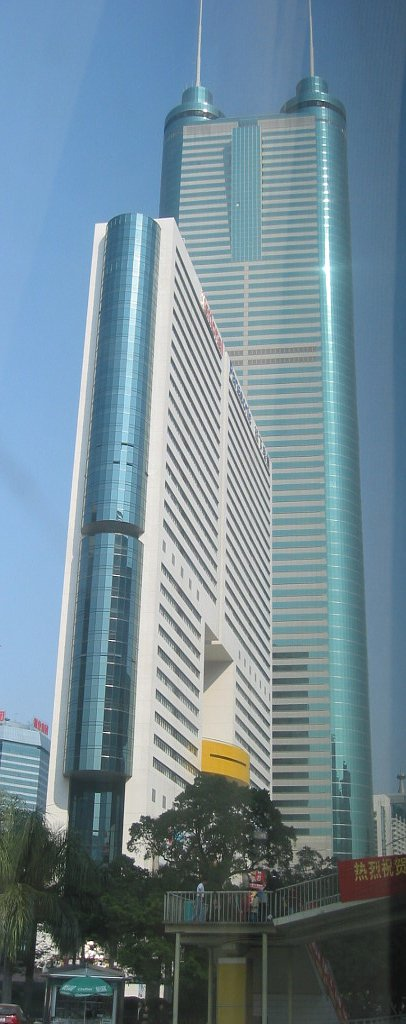